# Jürgen Joedicke
Jürgen Joedicke  (Erfurt, 1925. június 26. – Stuttgart, 2015. május 6.) német építész, építészet-teoretikus, szakíró, főiskolai tanár. Az 1960-70-es években csekély magyar nyelvre fordított építészettörténeti munkák közt nagy hatást gyakorolt az 1956 után felélénkülő magyarországi modern építészetre is. A 20. század építészeti kérdéseivel foglalkozó német nyelvű kiadványai még ma is hézagpótlók a hazai szakirodalomban.

## Életrajza
Erfurti születésű, szülővárosában végezte el alsó- és középiskoláit is (ez utóbbi a Zu Himmelspforte reálgimnázium). Egyetemi tanulmányainak megkezdése előtt gyakorlati munkát végzett, ennek során betonépítősegédi szakvizsgát is tett.
Építészeti és építészettörténeti tanulmányokat folytatott. Diplomáját és az okleveles mérnök oklevelét 1950-ben szerezte meg Stuttgartban, az ottani Technische Hochschulén. Ugyanitt a főiskola építészeti osztályán 1956-ig Siegel professzor asszisztenseként tevékenykedett. 1953-ban ugyanitt szerezte meg doktori (Dr. Ing.) címét, disszertációjának címe: Szerkezet és forma Németország 1895-1933 közötti új épületeinek vizsgálata.
Ezt követően a főiskolán docensként megbízott előadó. Tanulmányát A Modern építészet történetéhez címmel 1958-ban abszolválta, ezt nemsokára - kisebb bővítésekkel és módosításokkal - Modern építészettörténet címmel jelentette meg a stuttgarti Verlag Gerd Hatje Kiadónál. A könyv azonnal nagy hazai és nemzetközi sikert aratott, sorra jelentették meg Svájcban, Angliában, az USA-ban, valamint - a magyarországi kiadással nagyjából egyidőben (1961) - Olaszországban is. 1964-ben Magyarországon két előadást tartott, 1976-ban a MÉSZ tiszteletbeli tagjává választotta.

## Szakmai tevékenysége
Tervek és épületek
- 1967–1968: Családiház - Stuttgart-Möhringen
- 1967–1972: Olympiapark (Günter Behnisch társaként az olimpiastadion pályázat I. díjasa) - München
- 1986–1994: II. sz. Klinika - (társakkal: Mayer † – Haid; Fukerider – Röder; Geiselbrecht, Beeg) - Nürnberg Süd

## Szakirodalmi tevékenysége
Termékeny szakirodalmi (kritikai irodalmi) tevékenysége mellett a nemzetközi és magyarországi modern építészeti szakirodalom számára forrásértékű adatbázisként figyelembe vételre javasolható a modern építészettörténetet (és fő problematikáit) átfogó publikáció-sorozat szerkesztése: Dokumente der modernen Architektur (Karl-Krämer-Verlag Stuttgart).
- Band 1: Oscar Newman: CIAM 59 in Otterlo. - Stuttgart 1961.
- Band 2: Jürgen Joedicke: Schalenbau. Konstruktion und Gestaltung. - Stuttgart 1962.
- Band 3: Jürgen Joedicke: Architektur und Städtebau. Das Werk van den Broeck und Bakema. - Stuttgart 1963.
- Band 4: Heinrich Lauterbach / Jürgen Joedicke: Hugo Häring – Schriften, Entwürfe, Bauten. - Stuttgart 1965.
- Band 5: Reyner Banham: Brutalismus in der Architektur.- Stuttgart 1966.
- Band 6: Georges Candilis / Alexis Josic / Shadrach Woods: Ein Jahrzehnt Architektur und Stadtplanung. - Stuttgart 1978.
- Band 7: Jürgen Joedicke: Moderne Architektur. Strömungen und Tendenzen. - Stuttgart 1969.
- Band 8: Harald Deilmann / Jörg C. Kirschenmann / Herbert Pfeiffer: Wohnungsbau – Nutzungstypen, Grundrißtypen, Wohnungstypen, Gebäudetypen. - Stuttgart 1973.
- Band 9: Georges Candilis: Planen und Bauen für die Freizeit. - Stuttgart 1972.
- Band 10: Georges Candilis / Alexis Josic / Shadrach Woods: Toulouse le Mirail – Geburt einer neuen Stadt. - Stuttgart 1975.
- Band 11: Harald Deilmann / Gerhard Bickenbach / Herbert Pfeiffer: Wohnbereiche Wohnquartiere - Stadt, Vorort, Umland. - Stuttgart 1977.
- Band 12: Architectengemeenschap van den Broek en Bakema. Architektur-Urbanismus. - Stuttgart 1976.
- Strömungen und Tendenzen Stuttgart, 1969.
- Band 13: Eberhard H. Zeidler: Multifunktionale Architektur. - Stuttgart 1983.
- Band 14: Arnulf Lüchinger: Strukturalismus in Architektur und Städtebau. - Stuttgart 1981.
- Band 15: Harald Deilmann / Gerhard Bickenbach/Herbert Pfeiffer: Wohnort Stadt. - Stuttgart 1987.

További fontosabb írásai:
- Für eine lebendige Baukunst. - Stuttgart 1965.
- Angewandte Entwurfsmethodik für Architekten. - Stuttgart 1976.
- (Szerk.): Das andere Bauen. Gedanken und Zeichnungen von Hugo Häring. - Stuttgart 1982.
- Raum und Form in der Architektur. - Stuttgart 1985.
- Architekturgeschichte des 20. Jahrhunderts. Von 1950 bis zur Gegenwart. - Stuttgart 1990.
- (mit Joachim Andreas Joedicke, Hans-Peter Haid, Herbert Fukerider und Georg Geiselbrecht): Krankenhausbau auf neuen Wegen. Klinikum Nürnberg-Süd. - Stuttgart 1995.
- Architekturgeschichte des 20. Jahrhunderts. - Stuttgart 1998.
- Ein Haus unter Pinien. Erzählungen aus der Toskana. - Darmstadt 1994.

## Weblinks
- Literatur von und über Jürgen Joedicke im Katalog der Deutschen Nationalbibliothek
- Werke von und über Jürgen Joedicke in der Deutschen Digitalen Bibliothek
- Jürgen Joedicke. In: archINFORM
- Website des Instituts Grundlagen moderner Architektur der Universität Stuttgart
- Jürgen Joedicke im Munzinger-Archiv (Artikelanfang frei abrufbar)